# Boglárkafélék

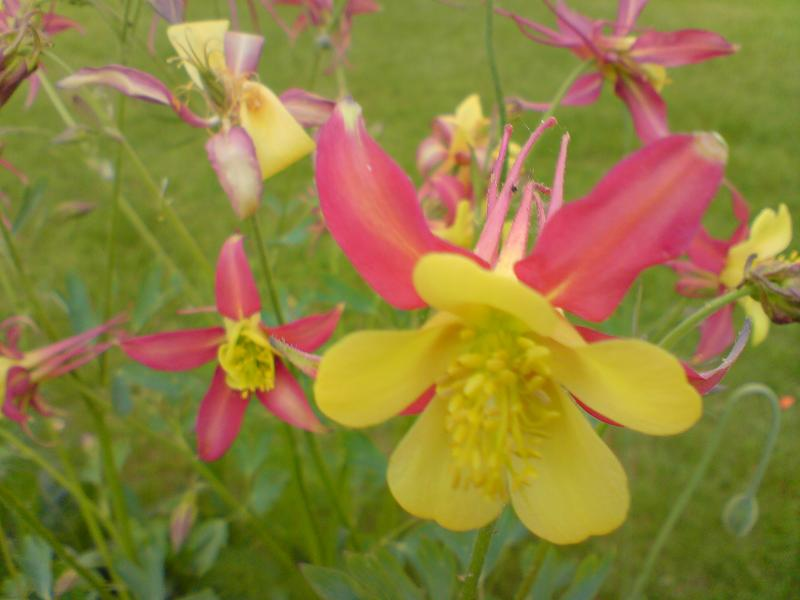
Színes haranglábak (Aquilegia sp.)

A boglárkafélék (Ranunculaceae) a boglárkavirágúak rendjébe (Ranunculales) tartozó család. Évelők és kétnyáriak is találhatók közöttük, legtöbbjük lágyszárú. A boglárkafélék családjába tartozik például a leánykökörcsin, a salátaboglárka (Ranunculus ficaria). A köznyelv boglárka néven a család több faját is nevezi, többnyire élénksárga vagy fehér virágú növényt értve ezalatt.
A boglárkafélék legtöbb faja mérgező, ha az állatok frissen legelik, de az ízük miatt többnyire nem eszik meg őket, legfeljebb túllegeltetett mezőkön, ha már semmi mást nem találnak. A szárítás hatására a mérgező anyagok hatása csökken, ezért a boglárkát is tartalmazó széna nem veszélyes a háziállatokra. Egyes boglárkafajok növényi hatóanyagait gyógyászatban használják. Magyarországon ilyen például a tavaszi hérics.

## Jellemzők
Minden szempontból változatos csoport. A virág szimmetriája legtöbbször sugaras, de néha kétoldali, mint például a szarkaláb (Delphinium), vagy a sisakvirág (Aconitum) esetén (C). A virágtakaró általában két körben elhelyezkedő hat darab lepellevélből (B), vagy öt csészelevélből és öt sziromlevélből áll (D). A porzók és termőlevelek száma általában sok, meghatározatlan számú. A levélállás általában szórt, a levelek gyakran osztottak.
Főleg az északi félteke mérsékelt övében elterjedtek.
Néhány faj virágdiagramja:

## Rendszerezésük

### APG II
Az APG öt alcsaládra bontja fel a családot:
Hydrastidoideae
Egyetlen nemzetség egyetlen faja tartozik ide

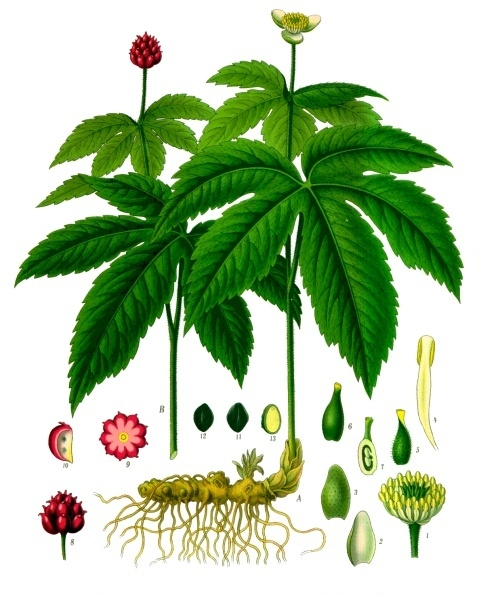
Hydrastis canadense
Glaucidioideae
Szintén egyetlen monotipikus nemzetség
Glaucidium palmatum
Coptoideae 
Három nemzetség 17 faja tartozik ebbe az alcsaládba. Kelet-Ázsiában és Észak-Amerikában élnek.
Asteropyrum – Coptis – Xanthorhiza
Thalictroideae
Harangláb (Aquilegia) – Dichocarpum – Enemion – Galambvirág (Isopyrum) – Leptopyrum – Paraquilegia – Semiaquilegia – Urophysa – Thalictrum
A Thalictrum nemzetségben a család nagy részével ellentétben a szélbeporzás a jellemző.
Ranunculoideae
Az APG osztályozás szerint ebbe az alcsaládba tartozik a család további 46 nemzetségének 2025 faja. A népesebb nemzetségek (zárójelben a fajszám):
Ranunculus (600), Delphinium (365), Aconitum (300), Clematis (325), Anemone (190)
A Ranunculaceae család leszármazási kapcsolatai az APG II alapján: